# ديفيد سولاري
ديفيد سولاري (بالإسبانية: David Solari)‏ (21 مارس 1986 في كولومبيا - ) هو لاعب كرة قدم كولومبيا وأرجنتيني في مركز الهجوم. لعب مع أوليمبو وإنديبندينتي وديبورتيفو تاشيرا ونادي فينيزيا ونادي هبوعيل إيروني كريات شمونة ونادي إسبولي الرياضي ‏ ونادي أسدود وHapoel Afula F.C. ‏ وAEP Paphos FC ‏ وUnion Clodiense Chioggia FC ‏ ومكابي بتاح تكفا وألكي لارانكا ‏.

## وصلات خارجية
- ديفيد سولاري على موقع قاعدة بيانات كرة القدم.إي يو (الإنجليزية)
- ديفيد سولاري على موقع Soccerway.com (الإنجليزية)